# Aegidienkirche (Lübeck)

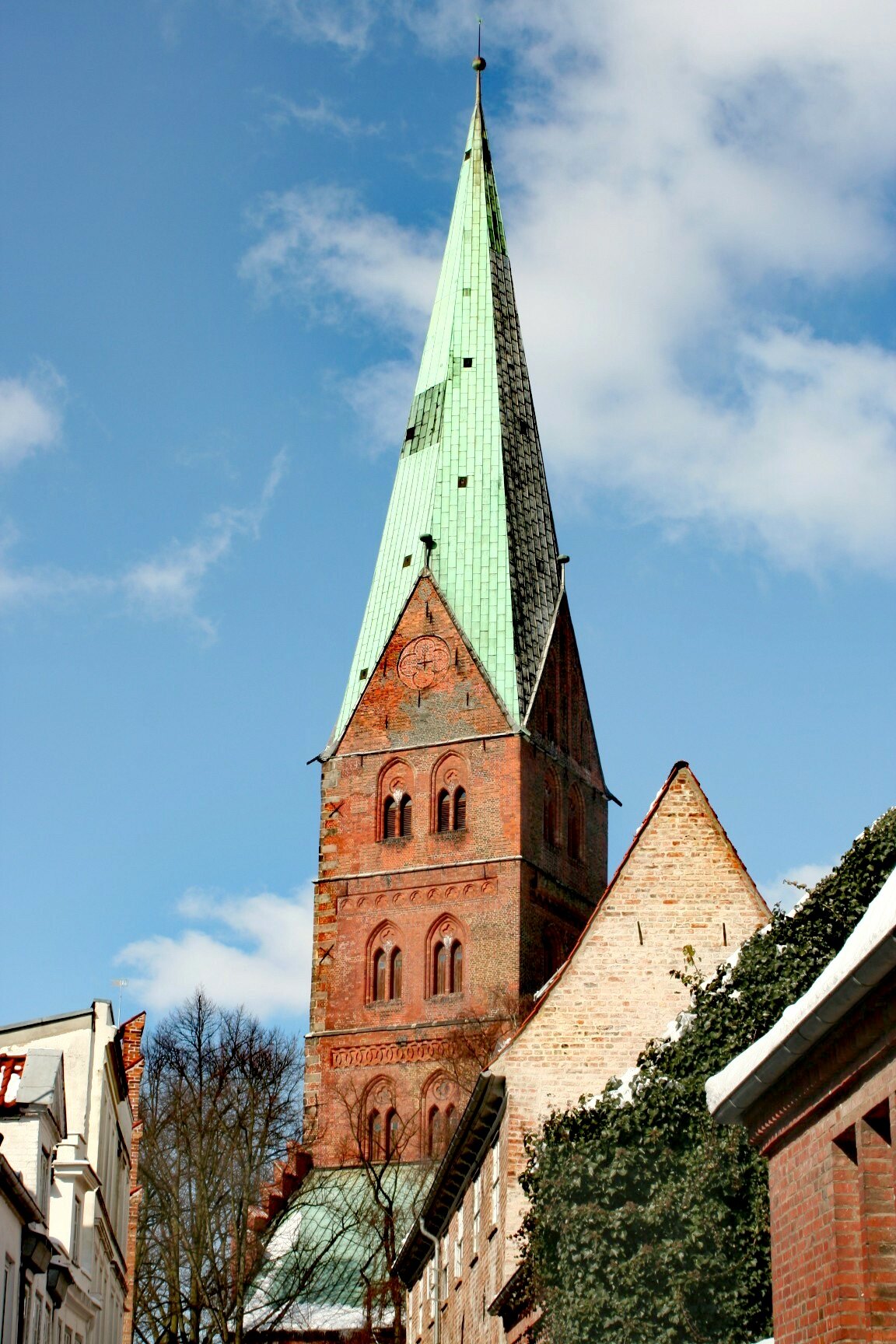
Turm der Aegidienkirche von Süden

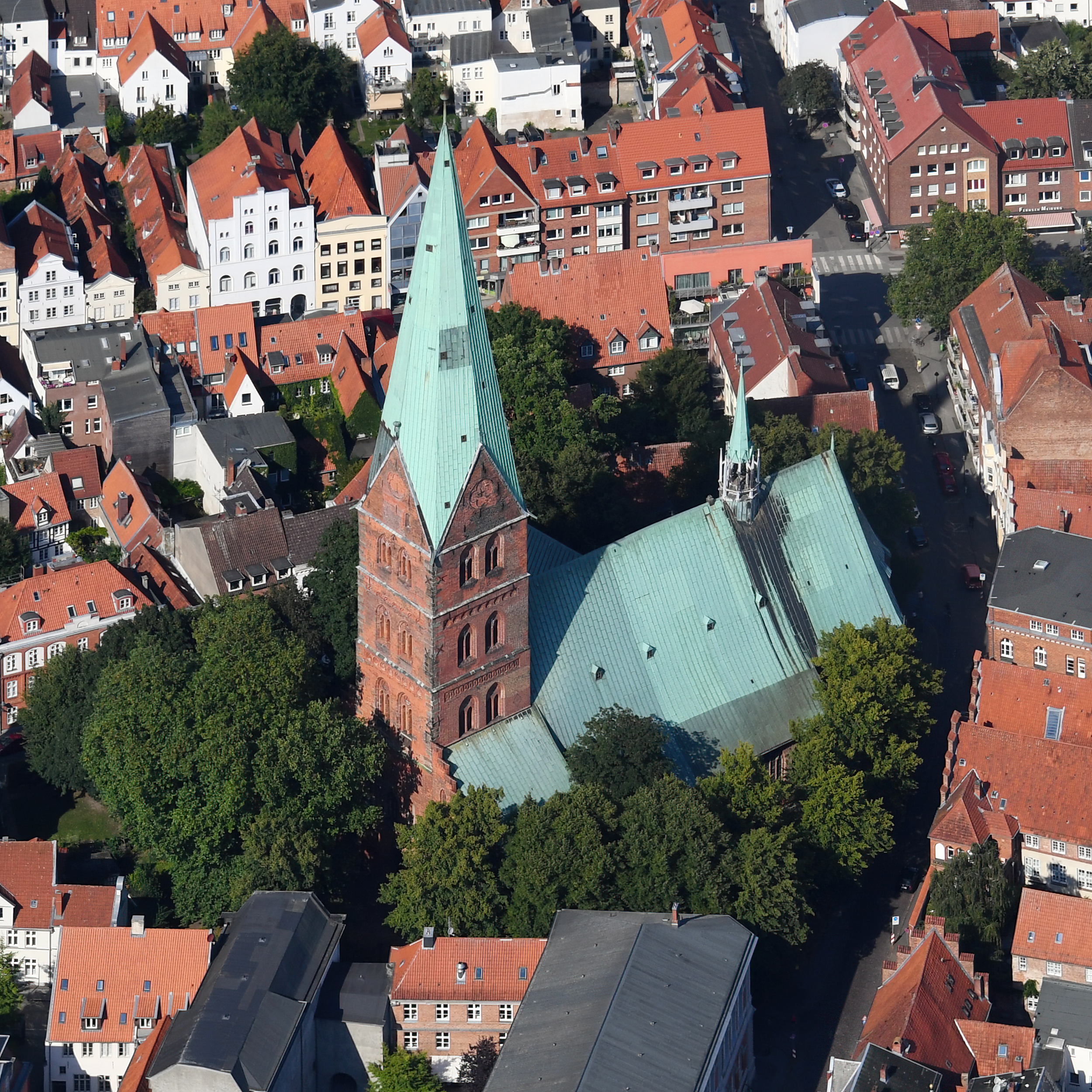
Die Aegidienkirche aus der Luft gesehen

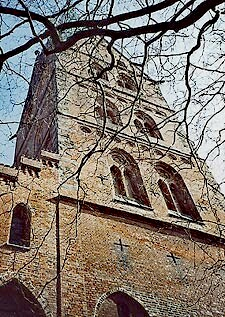
Westseite der Aegidienkirche

Die St.-Aegidien-Kirche, auch Aegidienkirche, ist die kleinste und östlichste der Lübecker Innenstadtkirchen und dem heiligen Ägidius geweiht. Sie war das Zentrum des Viertels der Handwerker, das auf dem östlichen Abhang des Innenstadthügels in Richtung Wakenitz angesiedelt war. In diesem Viertel lebten in Umgebung der Kirche seit jeher viele Menschen, die der sozialen Fürsorge bedurften. Die verbliebenen Gebäude der Beginenkonvente werden wie der Aegidienhof heute zum Wohnen genutzt, das St.-Annen-Kloster als Museumsquartier St. Annen. Zusammen machen sie heute das Aegidien-Viertel der Lübecker Altstadt aus.

## Geschichte
1227 wurde St. Aegidien das erste Mal urkundlich erwähnt. Nicht belegbar, aber aufgrund der für Norddeutschland ungewöhnlichen Namensgebung vermutet wird die ursprüngliche Errichtung einer Holzkirche bereits zwischen den Jahren 1172 und 1182 unter Bischof Heinrich I. von Brüssel, der zuvor Abt des Benediktinerklosters St. Aegidien in Braunschweig gewesen war. St. Aegidien führt ein „T“ in seinem Wappen, ein Verweis auf den plattdeutschen Namen der Kirche, „Tilgenkark“ von „St. Tilgen“ oder „St. Illigen“ – in Anlehnung an „St. Giles“, den englischen und französischen Namen des Heiligen.
In die Regelungen des Vergleichs des Jahres 1286 über die Besetzung der Pfarrstellen zwischen dem Rat der Stadt Lübeck und dem streitbaren Bischof Burkhard von Serkem wurde die aufgrund der wenig wohlhabenden Gemeinde nicht mit einträglichen Pfründen versehene Aegidienkirche nicht einbezogen. Sie blieb daher bis zur Reformation unter der ausschließlichen Kontrolle des nahen Domkapitels, das auch den Pfarrherrn stellte und die Prediger bestimmte.
Im Zusammenhang mit den Anfängen der Reformation in Lübeck spielte diese Kirche jedoch eine Vorreiterrolle: Nachdem sich ihre Pastoren Andreas Wilms und Wilhelm Antoni als erste in Lübeck zur neuen Lehre bekannten, wurde kurz nach Ostern 1530 hier das erste Abendmahl „unter beiderlei Gestalt“ gefeiert und der Pastor Johann by der Erde „war der erste Geistliche Lübecks, der sich in demselben Jahre verehelichte“.

### Baugeschichte
Äußerlich weist die ursprünglich einschiffige, später durch Seitenkapellen ergänzte dreischiffige Hallenkirche die typischen Merkmale der Backsteingotik auf. Im Turmbereich finden sich romanische Spuren der 1227 erwähnten ersten steinernen Kirche. Das Mittelschiff hat bei einer Höhe von 15,3 Metern bis zum Scheitelpunkt eine Breite von etwa 8,5 Metern, die beiden Seitenschiffe sind bei einer Höhe von 11,3 Metern mit 3,5 Metern im Verhältnis zu den anderen Lübecker Altstadtkirchen sehr schmal. Die ersten drei Joche des Mittelschiffs sind fast quadratisch, das letzte Joch vor dem Chor ist bereits zum Trapez gestaucht, da der schräg im Baufeld liegende Baukörper durch die dahinter liegende Straße beschränkt wird. Die Seitenschiffe werden neben dem Chor durch Kapellen abgeschlossen, deren Grundrisse aufgrund der Lage zur Straße ebenfalls nicht symmetrisch sind, sondern eine Trapezform von unterschiedlicher Größe aufweisen.
An die Seitenschiffe sind außen sowohl auf der Südseite als auch auf der Nordseite Kapellen angefügt. Durch die im Verhältnis zu den Kirchenschiffen niedrige Höhe der Fenster der Seitenkapellen wird die Belichtung der Kirche insgesamt erschwert.
Der westlich in ganzer Breite vor dem Hauptschiff stehende Turm ist 92 m hoch. Er bildet bautechnisch im Ursprung mit dem Kirchenschiff keine Einheit und entstand in zwei Bauabschnitten, den beiden Untergeschossen und drei Obergeschossen. Die Untergeschosse des Turms standen bereits, als Mittelschiff und Seitenschiffe daran angebaut wurden. Die Aufstockung des Turmes um die drei Obergeschosse erfolgte hingegen, als das Mittelschiff und die Seitenschiffe bereits standen. Daraus wird unter anderem geschlossen, dass er ursprünglich an drei Seiten frei von Anbauten vor der ursprünglichen einschiffigen Halle gestanden haben muss, die mit einem Giebel abgeschlossen war. Die einschiffige Aegidienkirche wird aufgrund gleichartiger Befunde an der Basilika Altenkrempe und den Fundamentresten der Kirche des St.-Johannis-Klosters auf die erste Hälfte des 13. Jahrhunderts datiert. Die aufgestockten Geschosse des Turmes ähneln mit dem Kleeblattfries denen der Marienkirche und werden der ersten Hälfte des 14. Jahrhunderts zugeordnet, so dass das heutige Mittelschiff mit den beiden Seitenschiffen zeitlich vorher zu Anfang des 14. Jahrhunderts entstanden sein muss.
Beim Schiff ist zunächst von der Erstellung der ersten drei Joche des Mittelschiffs und den dazugehörigen Seitenschiffen auszugehen. Der Chor wurde vermutlich in der ersten Hälfte des 15. Jahrhunderts (zusammen mit der gherwekammer, der Sakristei von 1437) errichtet und um 1446 fertiggestellt.

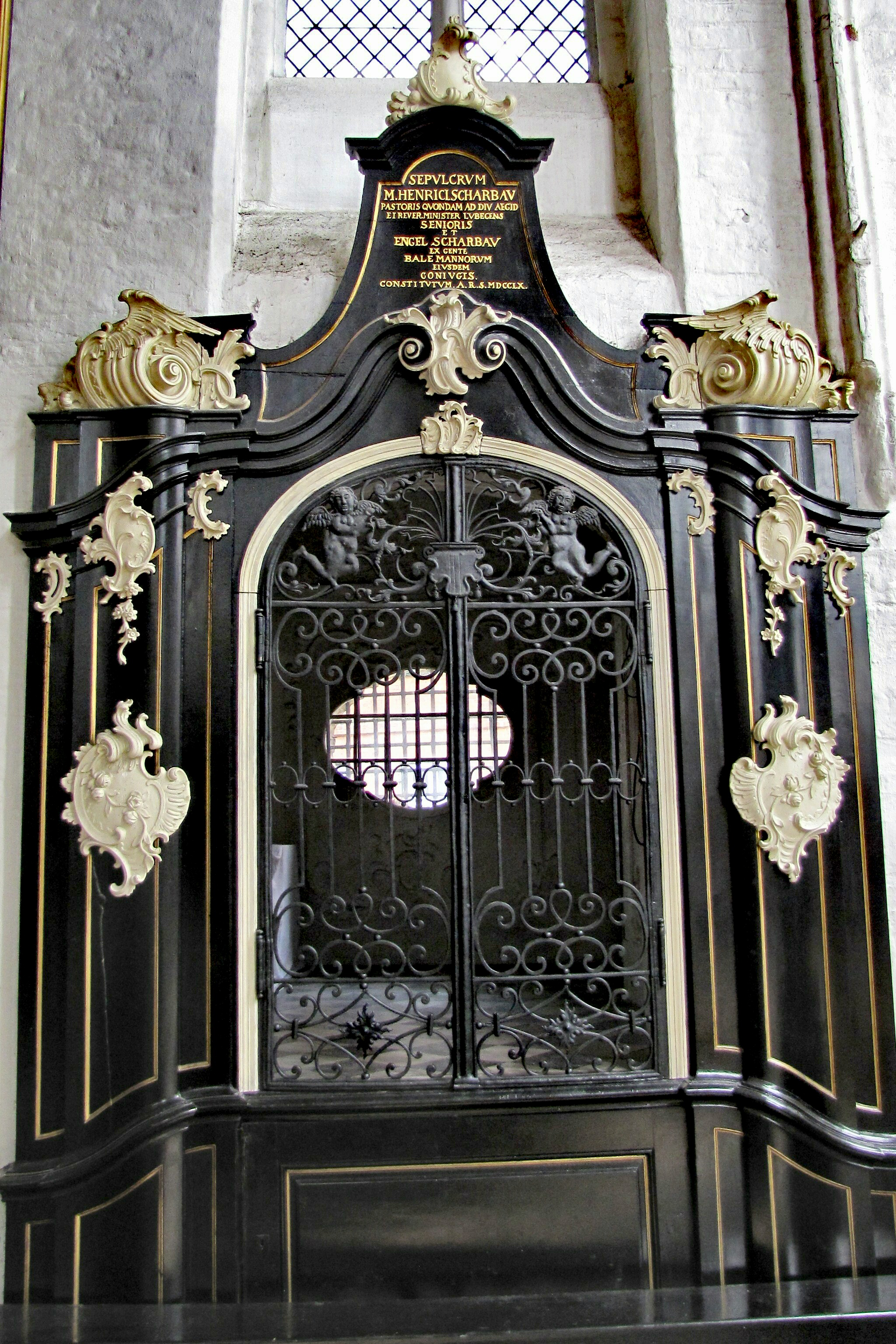
Scharbau-Kapelle

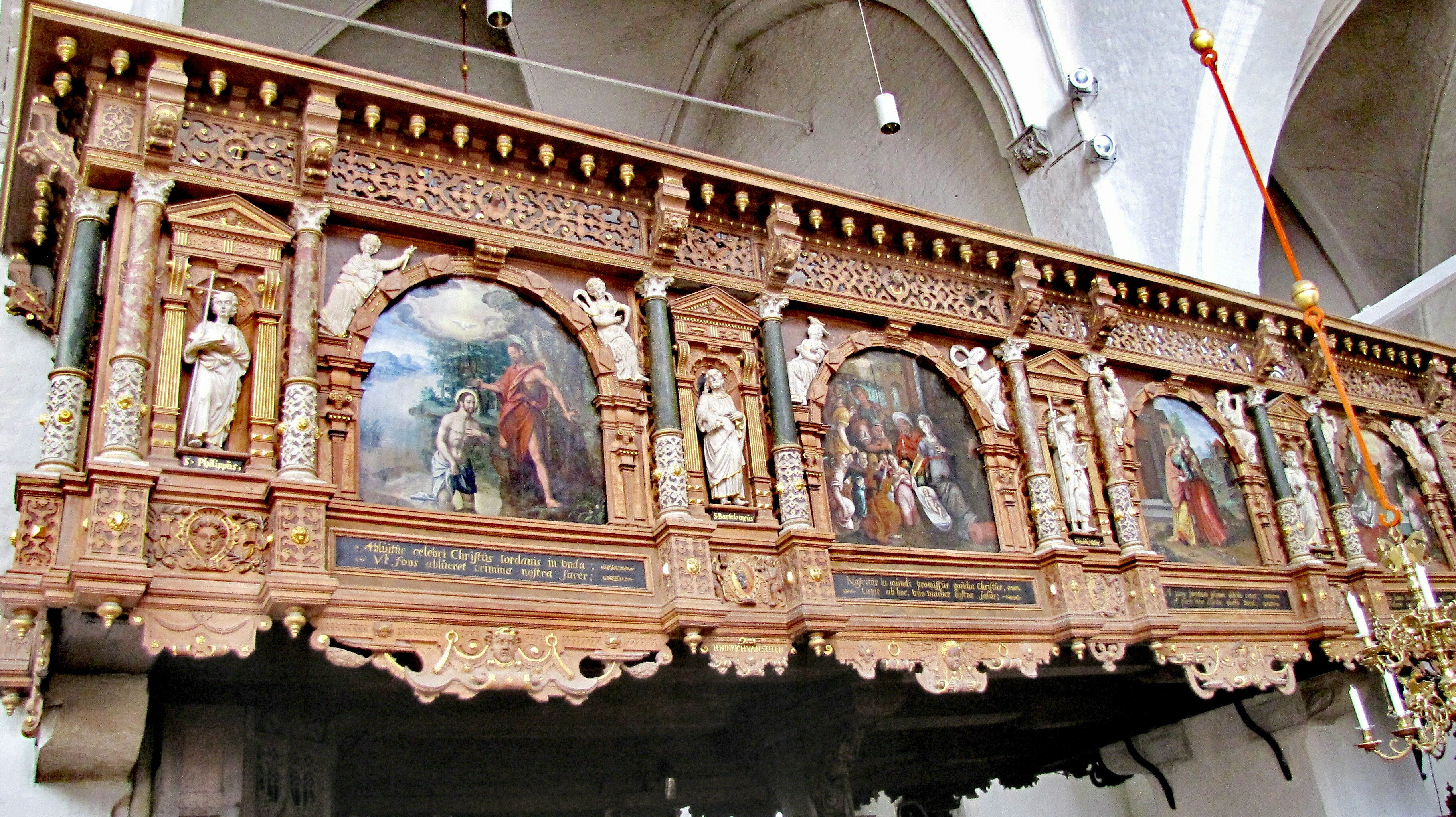
Singechor von 1587, Ostseite

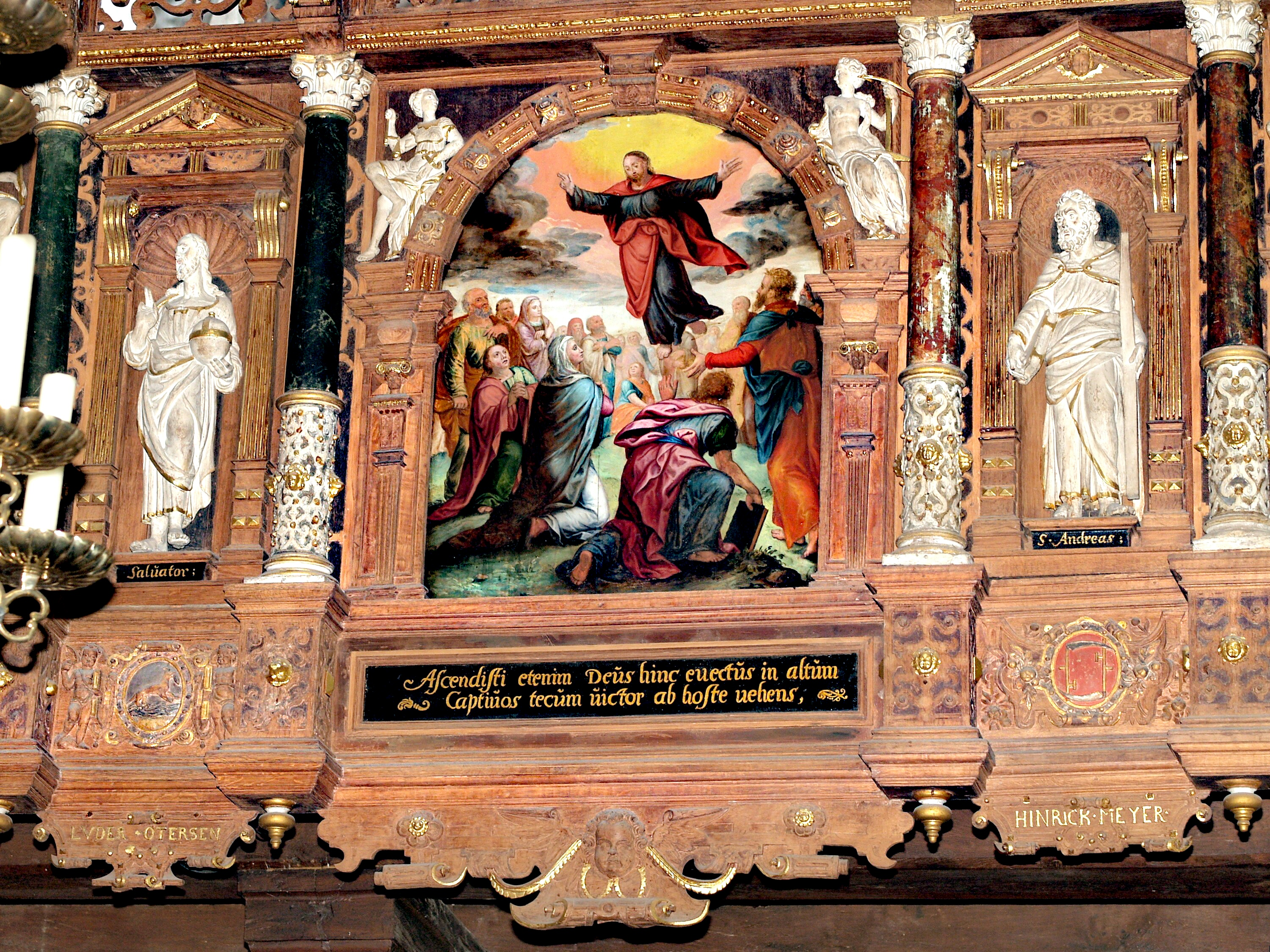
… Detail

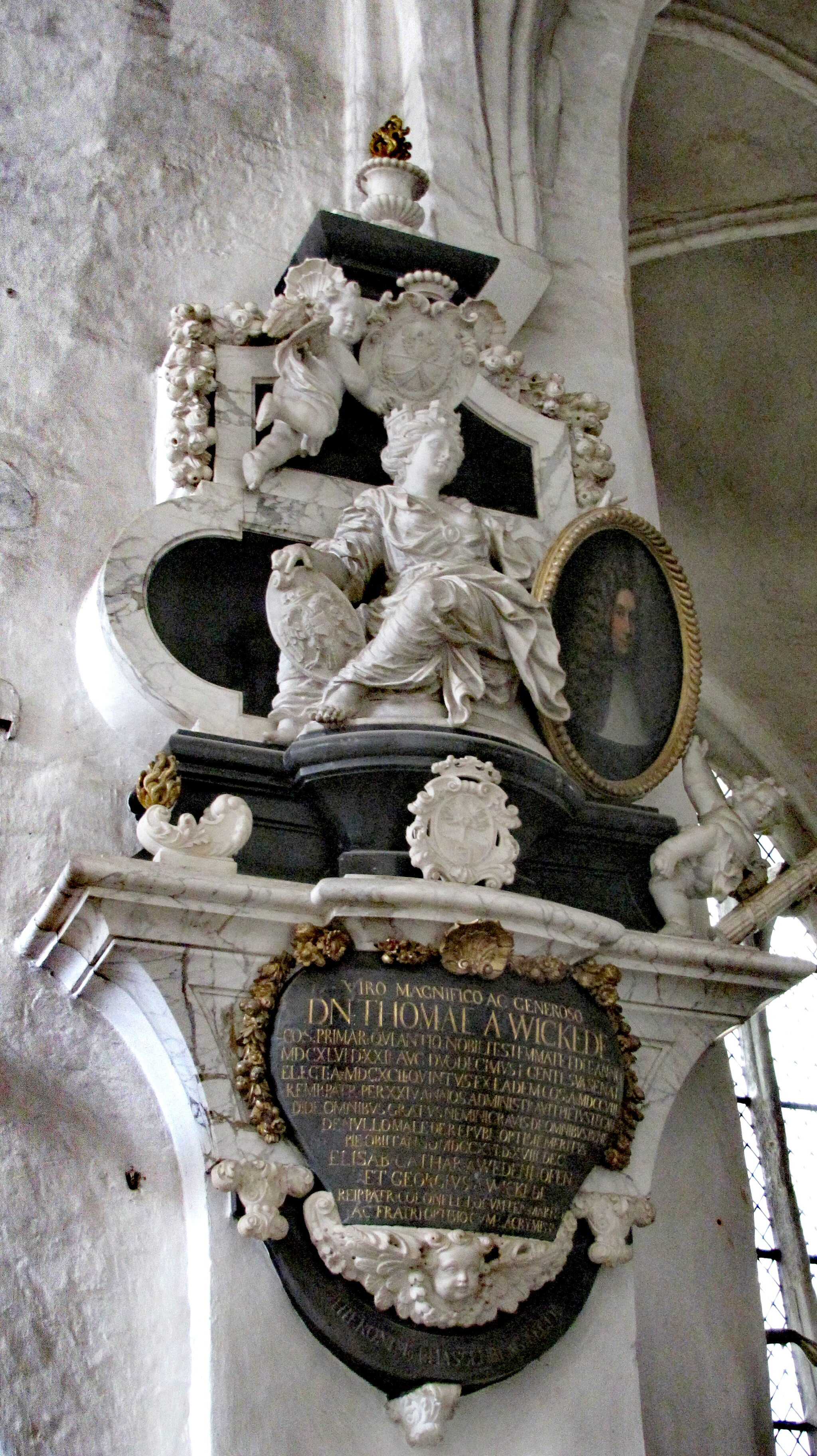
Wickede-Epitaph

### Seitenkapellen
Am südlichen Seitenschiff angebaut befinden sich benannt nach den in ihnen gelegenen Begräbnissen die Woltersen-Kapelle und die Darsow-Kapelle auf Höhe und in voller Ausdehnung des zweiten bzw. dritten Jochs. Südwestlich auf Höhe des Turms sind die Marientiden- oder Ahlefeldt-Kapelle sowie zwischen dieser und dem Turm an der Innenseite der Westfassade die Holstein-Kapelle gelegen.
Die später so benannte Woltersen-Kapelle ist wohl die älteste der Kapellen und muss aufgrund der Baubefunde zunächst allein bestanden haben. 1392 wird für ihren Altar bereits eine Vikarie gestiftet.
An der Nordseite der Aegidienkirche befindet sich in entsprechender Lage wie die Holsteinkapelle auf der Südseite die Breitenau-Kapelle. Auf Höhe des zweiten Joches der Kirchenschiffe dann die jochbreite Vorrade- oder Calven-Kapelle gefolgt von der Gerwekammer und schließlich der Scharbau-Kapelle am Ende des vierten Jochs rechtwinklig zur Außenkante des nördlichen Seitenschiffes beim nördlichen Wendelstein.
Siehe auch Hauptartikel: Kapellen der Aegidienkirche in Lübeck

### Kriegseinwirkungen
Die Kirche hat alle kriegerischen Auseinandersetzungen überstanden. In der Schlacht bei Lübeck zu Beginn der Lübecker Franzosenzeit erhielt sie zwar 1806 den Treffer einer Haubitzgranate ins Gewölbe. Dieser Blindgänger zündete jedoch nicht. Eine Kanonenkugel im Mauerwerk beim Nordportal erinnert heute an diese Beinahekatastrophe. Beim Luftangriff auf Lübeck im März 1942 blieb die Kirche trotz schwerer Schäden in der näheren Umgebung (Wahmstraße und Krähenstraße) von größeren Schäden verschont – allerdings wurden durch die Druckwelle einer Luftmine alle Fenster und damit die Glasmalereien, auch die neueren von Curt Stoermer, zerstört. Insgesamt jedoch gibt sie ähnlich wie die Jakobikirche innen einen weitgehend von Kriegszerstörungen unbeeinträchtigten Gesamteindruck.

### Trivia
Friedrich Wilhelm Murnau hatte für seinen Film Nosferatu – Eine Symphonie des Grauens eigentlich neben dem Aegidienkirchhof auch die Aegidienkirche als Kulisse verwenden wollen. Da der Lübeckische Senat hierfür jedoch seine Zustimmung verweigerte, wählte Murnau als Ersatz für diese unter anderen die Marienkirche in Wismar. Diese Drehorte hätten, so heißt es, den numerischen Ausschlag für den Namen der Hafenstadt des Filmes gegeben. Die Anzahl der dortigen Drehorte gegenüber der der lübeckischen war nun höher und somit hieß die Hafenstadt Wisborg.

## Ausstattung

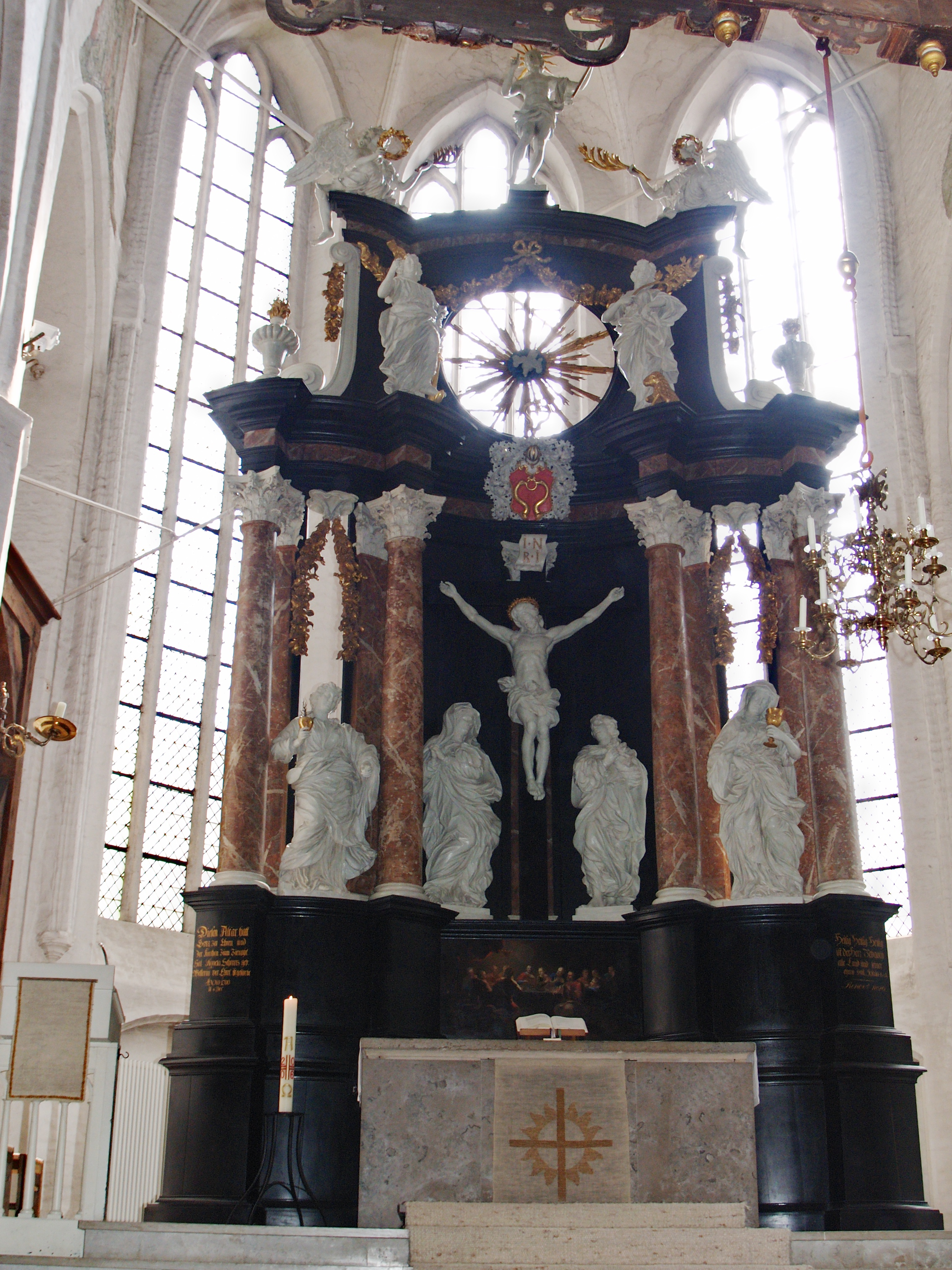
Altar

Der innere Zustand der Kirche ist nach Fertigstellung des Baukörpers auch durch regelmäßige Erneuerungen und Renovierungen über die Jahrhunderte beeinflusst und verändert worden, von denen eine der ältesten überlieferten 1645 unter dem Lübecker Bürgermeister Anton Köhler stattfand.
Das älteste erhaltene Ausstattungsstück der Kirche ist ein spätromanisches Relief eines thronenden segnenden Christus, wohl aus der zweiten Hälfte des 13. Jahrhunderts.
Der ursprüngliche gotische Hochaltar der Kirche aus der Zeit um 1430 wurde 1701 aus Anlass der Aufstellung des heute noch vorhandenen barocken Hochaltars entfernt und dann der Kapelle des Siechenhauses in Klein Grönau geschenkt. Von dort gelangte er 1913 in die Sammlung des St.-Annen-Museums. Der flämische Künstler dieses Meisterwerks gotischer Schnitzkunst ist namentlich nicht bekannt und wird daher in der Kunstgeschichte mit dem Notnamen Meister des Grönauer Altars bezeichnet. Seine Werkstatt wird in Brügge vermutet. Es ist einer von zwei erhaltenen gotischen Hochaltären aus den Lübecker Kirchen und der einzige, der sich in Lübeck befindet.
Das Triumphkreuz wurde von Walter Paatz zunächst auf 1495–1500 datiert und einem von ihm erdachten Künstler mit dem Notnamen Meister der lübeckischen Triumphkruzifixe zugeschrieben.
Der barocke Hochaltar von 1701, vermutlich aus der Werkstatt Hassenberg, nimmt in Holz die Formsprache des von Thomas Quellinus kurz zuvor für die Marienkirche geschaffenen marmornen Fredenhagen-Altars auf. Über einer gemalten Predella mit einer Darstellung des letzten Abendmahls erhebt sich zwischen Säulen eine lebensgroße Hauptgruppe mit dem Gekreuzigten zwischen Maria und Johannes im Mittelfeld, flankiert von Allegorien des Glaubens und der Liebe. Den oberen Abschluss bildet eine Darstellung des Auferstandenen zwischen zwei Engeln.
Die Kanzel des Bildhauers Hans Freese wurde 1706–1708 aus Mitteln der Stiftung des Lübecker Kaufmanns Lorenz Russe († 1584) geschaffen, der auch schon 1560 die vorhergehende Kanzel der Kirche geschenkt hatte. Lorenz Russe und sein Testament waren der überragende und die Ausstattung des Innenraums prägende Mäzen dieser Kirche.
Den Innenausbau dominiert der Singechor oder Lettner des Bildschnitzers Tönnies Evers d. J. (1587). Er geht ebenfalls auf die Stiftung von Lorenz Russe aus seinem Testament zurück und ersetzte einen früheren Lettner. Die Gemälde werden dem Maler Gregor von Gehrden zugeschrieben, sie werden begleitet von lateinischen Distichen.
Die Sitzanordnung des 1702 entstandenen Kastengestühls ist als lutherische Predigtkirche um die Kanzel gruppiert.

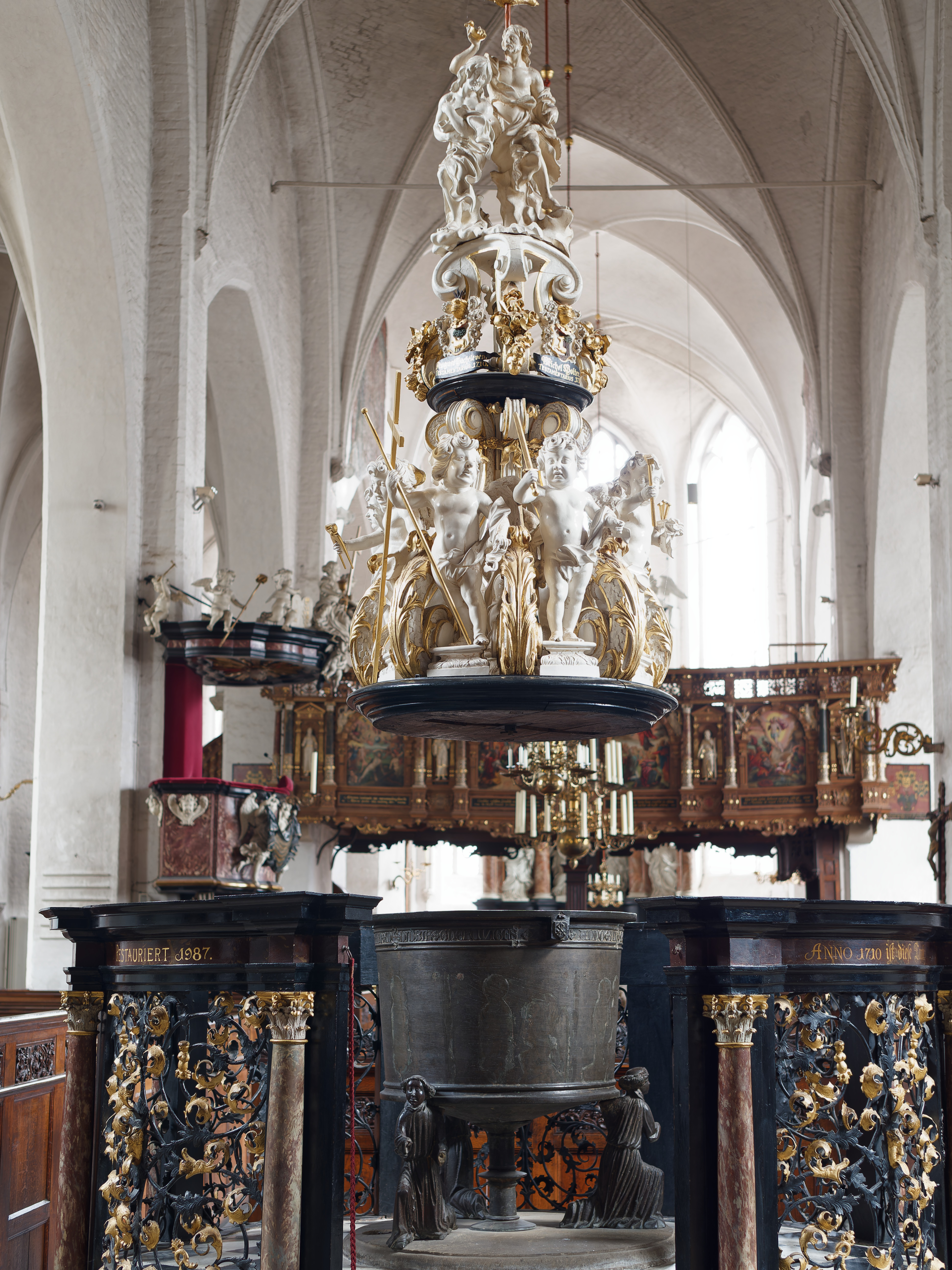
das Taufbecken

Bemerkenswert ist das auf 1453 datierte Taufbecken von Hinrich Gerwiges, dessen schmückende Reliefs allerdings im Laufe der Zeit verloren gingen. Die barocke Ausstattung der Taufe mit Taufdeckel, Unterbau und schmiedeeisernem Prunkgitter geht wiederum auf eine Stiftung der Testamentsverwalter des Lorenz Russe aus dem Jahr 1710 zurück.
Die Kirche zählt mehrere Epitaphien, die alle aus Holz gefertigt sind, mit Ausnahme des von Hieronymus Hassenberg in schwarzem und weißem Marmor ausgeführten Epitaphs des Bürgermeisters Thomas von Wickede († 1716).

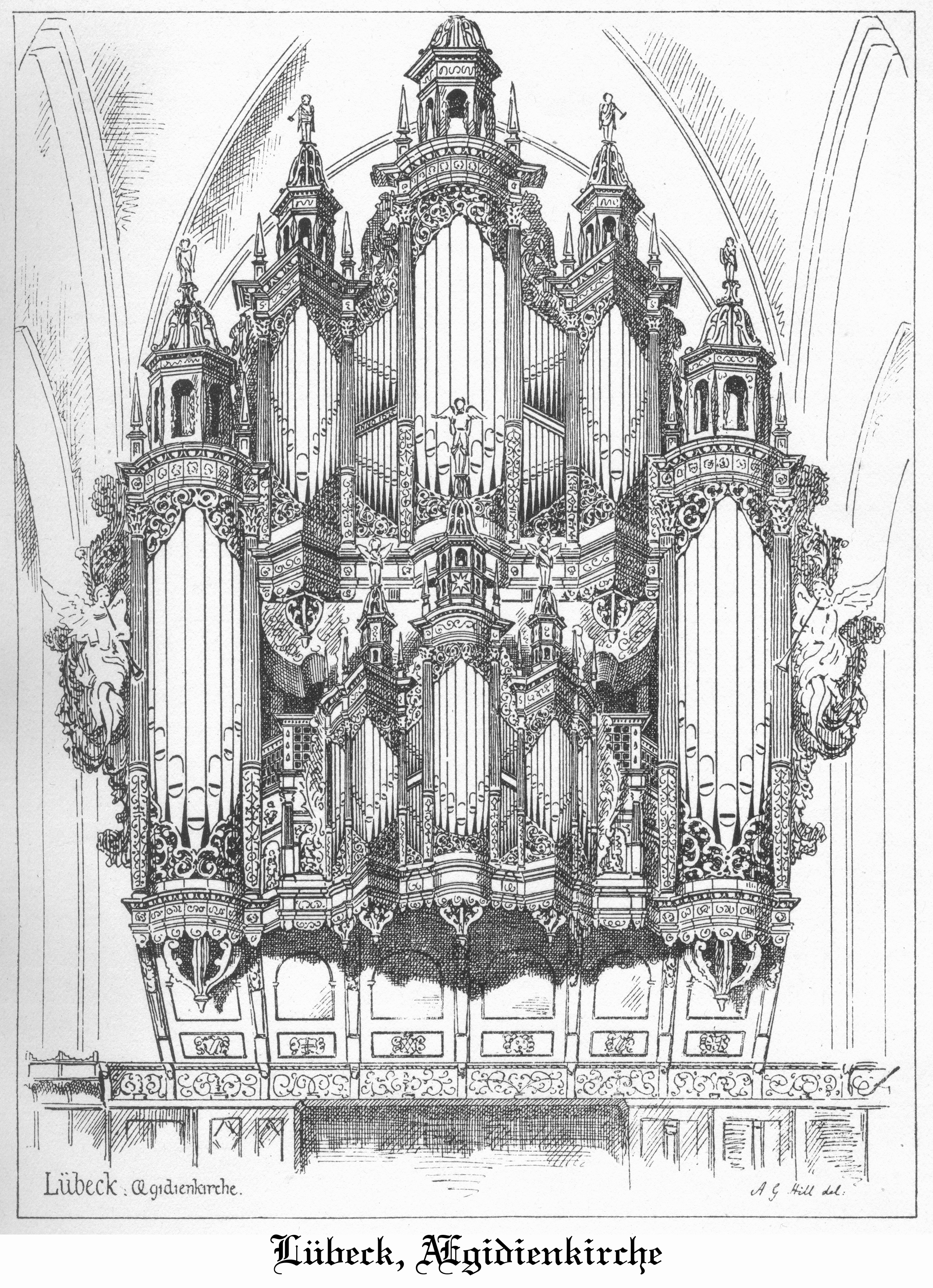
Orgelprospekt, um 1880...

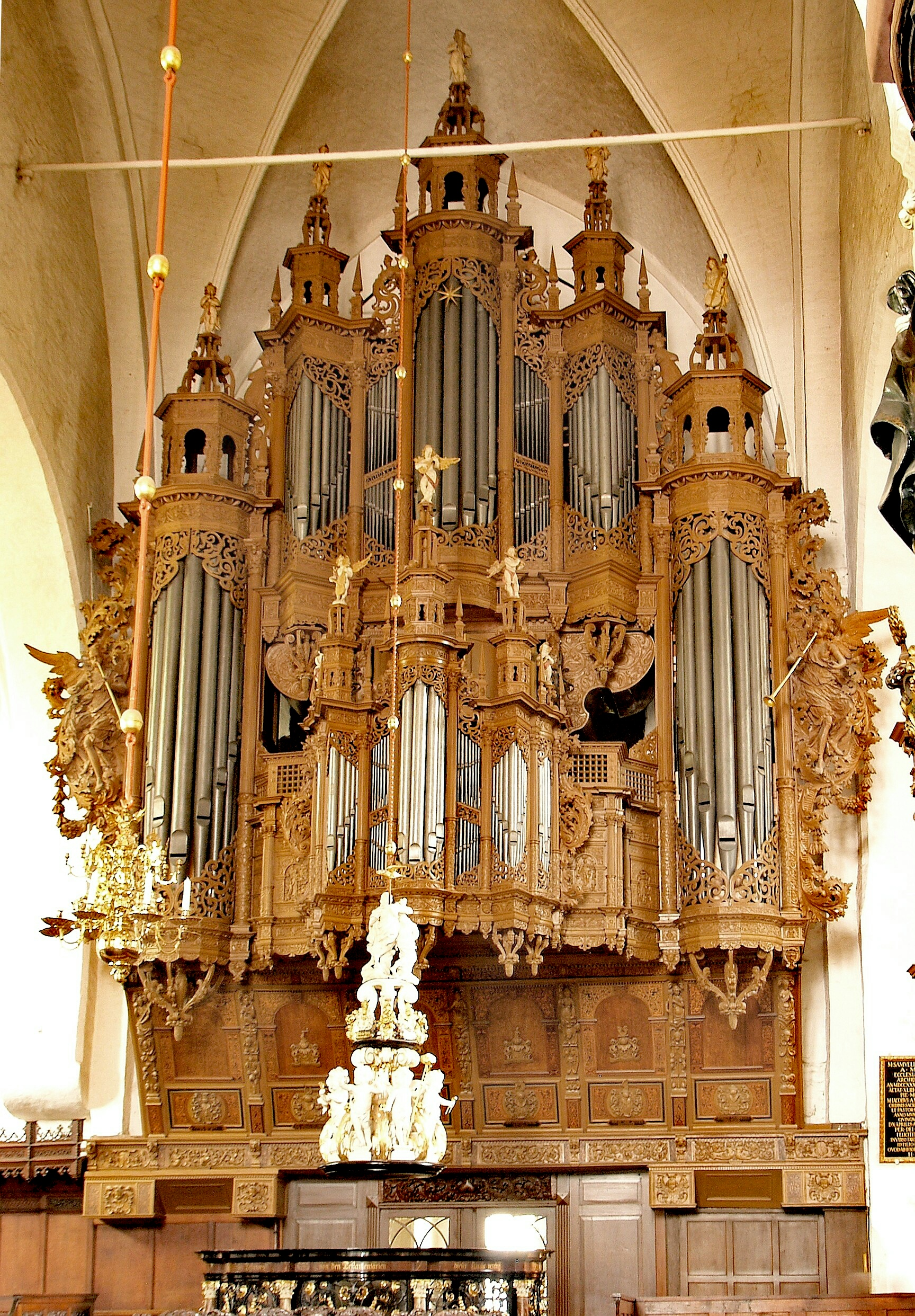
und 2006

3 Glasfenster für die Kirche schuf Professor Alexander Linnemann aus Frankfurt, wie sich aus einem Werkverzeichnis aus dem Jahr 1902 ergibt. Sie sind nicht erhalten und wurden vermutlich durch die Druckwelle einer Luftmine 1942 zerstört.

### Orgel
St. Aegidien als die kleinste der Lübecker Kirchen war auch die einzige, die immer nur über eine Orgel verfügte. Eine erste Orgel wurde um 1451 eingebaut.
Das Gehäuse der heutigen Orgel (1624–1626) stammt aus der Werkstatt des Orgelbauers Hans Scherer des Jüngeren. Der mächtige Hamburger Prospekt entsprach einem Prospekttypus, den Scherer 1624 auch in St. Stephan zu Tangermünde baute. Der Lübecker Prospekt wurde von Michael Sommer (Fassade) und Baltzer Winne (Intarsien und Schnitzereien) gefertigt, und zwar weitaus aufwendiger als das Pendant in Tangermünde.
1642 fügte Friedrich Stellwagen ein neues Brustwerk hinzu, das die Anzahl der Stimmen auf 42 vergrößerte. 1714 reparierte Hans Hantelmann die Orgel, der bei dieser Gelegenheit auch die Prospektpfeifen in hochwertigem Zinn erneuerte, welche heute noch erhalten sind. Im 19. Jahrhundert erfuhr die Orgel Umbauten im Sinne der Zeit, vor allem 1853/54 durch Johann Friedrich Schulze, der das Rückpositiv und die Windversorgung maßgeblich veränderte.
1916 erhielt der Lübecker Orgelbauer Emanuel Kemper den Auftrag zu einem kompletten Neubau, bei dem der historische Prospekt erhalten blieb. Das Instrument verfügte über 47 Register auf drei Manualen und Pedal mit pneumatischer Traktur und Taschenladen. Die Prospektpfeifen wurden stumm. Schon kurz nach der Fertigstellung wurde diese Orgel, die eigentlich ein Muster spätromantischen Orgelbaus war, im Sinne der Orgelbewegung verändert und 1939/1940 von Karl Kemper durchgehend umgebaut. Die Röhrenpneumatik wurde durch eine mechanische Traktur mit Schleifladen ersetzt. Einige der von Kemper eingelagerten historischen Pfeifen sollen von ihm angeblich in die Arp Schnitger-Orgel von St. Pankratius in Hamburg-Neuenfelde eingebaut worden sein; dies wurde bei den Untersuchungen vor der Restaurierung (2015–2017) dieser Orgel durch die Orgelwerkstatt Wegscheider nicht bestätigt.
Probleme der Statik und der schadhafte Zustand von Pfeifen und Spielanlage ließen in den späten 1970er Jahren den Plan zu einem abermaligen Neubau reifen, der 1982 durch die Firma Johannes Klais durchgeführt wurde. Gleichzeitig wurden Prospekt und Gehäuse restauriert. Das dreimanualige Instrument im alten Prospekt und mit den klingenden Prospektpfeifen von 1714 hat 42 Register. Die Spieltrakturen sind mechanisch. Diese Orgel wurde 2003 überholt und mit einer größeren Setzeranlage versehen.
| I Rückpositiv C–g3 |                 |       |
| 1.                 | Prinzipal       | 8′    |
| 2.                 | Rohrflöte       | 8′    |
| 3.                 | Quintadena      | 8′    |
| 4.                 | Octave          | 4′    |
| 5.                 | Blockflöte      | 4′    |
| 6.                 | Octave          | 2′    |
| 7.                 | Quinte          | 1 ⁄3′ |
| 8.                 | Sesquialtera II | 2 ⁄3′ |
| 9.                 | Scharff IV      |       |
| 10.                | Cromorne        | 8′    |
|                    | Tremulant       |       |

| II Hauptwerk C–g3 |             |       |
| 11.               | Prinzipal   | 16′   |
| 12.               | Bordun      | 16′   |
| 13.               | Octave      | 8′    |
| 14.               | Spitzflöte  | 8′    |
| 15.               | Octave      | 4′    |
| 16.               | Nachthorn   | 4′    |
| 17.               | Quinte      | 2 ⁄3′ |
| 18.               | Octave      | 2′    |
| 19.               | Cornett V   | 8′    |
| 20.               | Mixtur V    | 2′    |
| 21.               | Trompete    | 8′    |
|                   | Zimbelstern |       |

| III Brustwerk C–g3 |                       |        |
| 22.                | Bordun                | 8′     |
| 23.                | Salicional            | 8′     |
| 24.                | Vox coelestis (ab c0) | 8′     |
| 25.                | Prinzipal             | 4′     |
| 26.                | Rohrflöte             | 4′     |
| 27.                | Nazard                | 2 ⁄3′  |
| 28.                | Waldflöte             | 2′     |
| 29.                | Terz                  | 1 3⁄5′ |
| 30.                | Sifflet               | 1′     |
| 31.                | Cymbel IV             | 2⁄3′   |
| 32.                | Doucaine              | 16′    |
| 33.                | Hautbois              | 8′     |
|                    | Tremulant             |        |

| Pedal C–f1 |              |       |
| 34.        | Prinzipal    | 16′   |
| 35.        | Subbass      | 16′   |
| 36.        | Gedackt      | 8′    |
| 37.        | Octave       | 8′    |
| 38.        | Octave       | 4′    |
| 39.        | Hintersatz V | 2 ⁄3′ |
| 40.        | Posaune      | 16′   |
| 41.        | Trompete     | 8′    |
| 42.        | Clarine      | 4′    |

- Koppeln: I/II, III/I, I/P, II/P, III/P
- Spielhilfen: elektronische Setzeranlage, duales Registrierwerk (mechanisch und elektrisch)

### Glocken
Im hölzernen Glockenstuhl hängen an Holzjochen vier Kirchenglocken aus vier Jahrhunderten. 2016 wurde die Glockenstube saniert: Die Stahljoche wurden durch hölzerne ersetzt und die alten Klöppel durch neue ersetzt. Die älteste Glocke im Turm ist die Pulsglocke und nach alter Sitte wurde sie nur zu besonderen Anlässen, Feierlichkeiten und Begräbnissen geläutet. Ihrer Bedeutung entsprechend ist sie mit vier Wappen verziert, darunter eins von dem lübschen Doppeladler. St. Aegidien verfügt zwar über das kleinste Geläut der Hauptkirchen, jedoch ist die Pulsglocke das größte erhaltene Werk von dem Ratsgießer Matthias Benningk. Mit der Sermonisglocke, welche von dem Enkel Albert Benningk im Jahr 1682 aus einer älteren Glocke von 1326 umgegossen wurde, bildet sie das letzte Zeugnis des originalen Geläutes. Das originale Geläut war mit sechs Läute- und zwei Zeichenglocken sehr umfänglich. 1905 erfuhr der Bestand jedoch eine einschneidende Veränderung, als vier Glocken, die Bürger- (1412), Fest- (1654), Toten- (1561) und die Beierglocke (1630) umgegossen wurden. Die Gießerei M & O Ohlsson fertigte in der Zweigstelle in Lübeck eine größere Läuteglocke (cis1) und eine Schlagglocke. Nur die beiden großen Glocken des alten Geläutes (Puls- und Sermonisglocke) beließ man im Turm. Bereits wenige Jahre später, wurde als Metallspende im 1. Weltkrieg die (cis1) abgegeben, später folgten die beiden Zeichenglocken nach, ein tragisches Schicksal. Dass die beiden Benningk-Glocken noch erhalten sind, ist dem Umstand zu verdanken, dass St. Aegidien bei dem Bombenangriff an Palmarum 1942 größtenteils verschont geblieben ist, und dass die Glocken kurz vor dem Ende des 2. Weltkriegs nicht eingezogen wurden. Dass die Abendglocke aus Danzig, entgegen einiger Behauptungen, nicht zur Originalausstattung gehören kann, beweist vor allem das Fehlen in der „Lübecker Glockenkunde“. Außerdem  deutet ihre Inschrift auf ihre Herkunft, die unter anderem den Namen Johann Wahl trägt, ein ehemaliger Bürgermeister von Danzig. Erst nach Kriegsende fand sie wohl als Leihglocke ihren Weg nach Lübeck. Als resultat unsachgemäßen Transportes entwickelte sich in der Glocke ein Riss, dieser wurde 2015 so groß, dass sie stillgelegt werden musste. 2016 wurde sie dann in der Gießerei Rincker im hessischen Sinn geschweißt und dem Geläut wurde eine vierte Glocke aus derselben Gießerei hinzugefügt. Samstags um 19 und 20 Uhr sowie Sonntags um 10 Uhr erklingt das Vollgeläut. An Werktagen läutet um 12 und um 18 Uhr Glocke 2.
| Nr. | Name                  | Gussjahr | Gießer, Gussort                  | Durchmesser (mm) | Gewicht (kg) | Nominal (HT-1/16) |
| --- | --------------------- | -------- | -------------------------------- | ---------------- | ------------ | ----------------- |
| 1   | Pulsglocke            | 1591     | Matthias Benningk, Lübeck        | 1698             | 3000         | h0 –9             |
| 2   | Kleine Sermonisglocke | 1682     | Albert Benningk, Lübeck          | 1399             | 1864         | dis1 –8           |
| 3   | Abendglocke           | 1748     | Johann Gottfried Anthonÿ, Danzig | 1165             | 900          | e1 ±0             |
| 4   | Johannesglocke        | 2017     | Glockengießerei Rincker, Sinn    | 1145             | 940          | fis1              |

## Personen

### Bedeutende Prediger und Pastoren

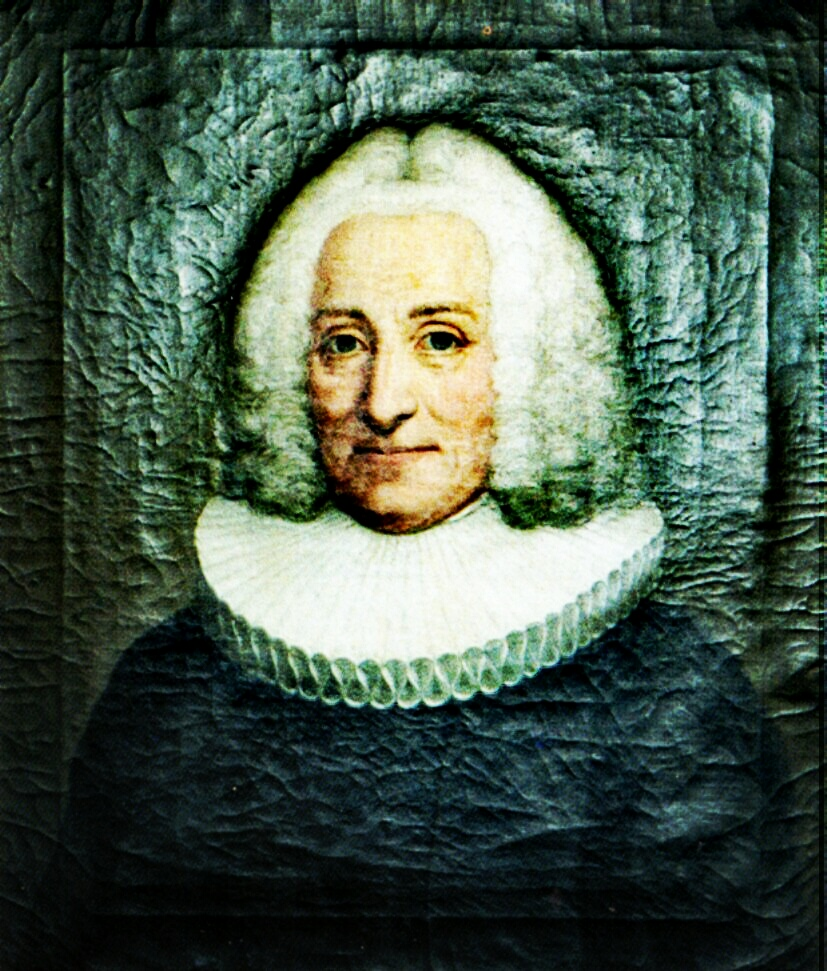
Hinrich Scharbau

- Andreas Wilms, Prediger der Reformationszeit und Namensgeber des Gemeindehauses
- Brictius thom Norde, Diakon (1548–1557)
- Georg Bart, 1557–1595 Pastor, Verfasser von Kirchenliedern
- Heinrich Menne (1541–1621), Pastor seit 1596, ab 1614 zugleich Senior
- Heinrich Santmann, 1612 Prediger
- Johannes Reiche (Pastor, 1617), 1662 Pastor, 1685 zugleich Senior
- Michael Vermehren, 1689 Prediger, 1694 Archidiaconus, 1711–1718 Hauptpastor
- Samuel Gerhard von Melle, 1718 Prediger, 1721–1733 Archidiaconus
- Heinrich Scharbau 1733–1759 Hauptpastor, vermachte seine 6.000 Bände umfassende Privatbibliothek der Stadtbibliothek, nach ihm ist dort der Scharbau-Saal benannt.
- Heinrich Christian Zietz, 1809–1827 Archidiakonus, 1827–1833 Hauptpastor; verfasste 1821 die Ansichten der Freien Hansestadt Lübeck und ihrer Umgebungen
- Johann Carl Lindenberg, 1827–1833 Archidiakonus, 1833–1889 Hauptpastor, ab 1846 Senior
- Carl Wilhelm Niemeyer (1804–1842), 1831–1833 Diaconus, 1833–1842 Archidiaconus
- Paul Lütge, 1889–1914 Pastor, 1914–1921 Hauptpastor
- Wilhelm Jannasch (1888–1966), 1914 Pastor, 1922 Hauptpastor, in der Bekennenden Kirche aktiv und daher 1934 zwangsweise in den Ruhestand versetzt, nach 1945 Professor für Praktische Theologie und Gründungsdekan der Fakultät für Evangelische Theologie der Universität Mainz.
- Willi Marxsen, 1949–1953 Vikar und anschließend Pastor an St. Aegidien, später Professor für Neutestamentliche Einleitungswissenschaft und Theologie an der Westfälischen Wilhelms-Universität Münster. Begründer der exegetischen Methode „Redaktionsgeschichte“.

### Bedeutende Organisten
- Joachim Christoph Mandischer war von 1791 für über 60 Jahre (bis 1856) Organist an St. Aegidien und zugleich der letzte Ratsmusiker in Lübeck.
- Der Kirchenmusiker Manfred Kluge († 1971) prägte von 1957 bis 1968 als bekannter Aegidienorganist das Musikleben der Gemeinde. Zur Fertigstellung der Restaurierung des Lettners schrieb er 1962 eins seiner Hauptwerke, die Kantate De Salvatore Mundi nach Bildern und Inschriften des Lettners für Tenor- und Sopransolo, gemischten Chor und Harfe, fünf Holzbläser und tiefe Streicher.

- Klaus Meyers (geb. 1943) war von 1974 bis 2008 Kirchenmusiker an St. Aegidien. Mit seinem Lübecker Bach-Chor prägte er eine lange Ära der Musik an dieser Kirche. Er hat eine sehr große Zahl chorsymphonischer Werke aus allen Epochen aufgeführt. Schwerpunkte seines Repertoires waren selten aufgeführte Werke und Opern für den Kirchenraum. Viel beachtet war die Uraufführung seiner eigenen Opernkomposition Der Sündenfall (1983, Partitur und Aufführungsmaterial in der Stadtbibliothek Lübeck). Großen Wert legte er auf die musikalische Arbeit mit Kindern und Jugendlichen. Klaus Meyers war jahrzehntelang Dozent der Musikhochschule Lübeck für das Fach Instrumentalensembleleitung.

## Gemeinde
Das historische Gemeindegebiet umfasste nach einer Beschreibung von 1890 auf der Südseite der Hüxstrasse vom Hause Nr. 90 an durch die Schlumacherstrasse (die Westseite derselben ausgenommen), untere Fleischhauerstrasse, längs der Mauer vom Schlachthause bis zur Düvekenstrasse, nördliche Seite dieser Strasse, westliche Seite der St. Annenstrasse von Nr. 16 an, längs derselben und der Südseite der Schildstrasse bis zum Hause Nr. 2 auf der Ecke von der Südseite der unteren Wahmstrasse, längs derselben hinunter, die nördliche Seite wieder hinauf bis Nr. 22, durch die Balauerfohr bis zum Hause Nr. 92 in der Hüxstrasse, sowie die Häuser am Hüxterdamm; ferner die Häuser vom Hüxtertor bis Wakenitzstrasse Nr. 9, die drei Fischerbuden, der Kaninchenberg, die an der Wakenitz belegenen sechs Horsten und Müggenbusch.

### Heutige Bedeutung
Die Gemeinde ist heute ein soziales Zentrum Lübecks, mit Verbindung zu Stadtteil- und Obdachlosenarbeit. Die Gemeinde steuert mit Musik- und Chorarbeit (insbesondere durch den Lübecker Bachchor bis vor kurzem unter Leitung von Kirchenmusikdirektor Klaus Meyers) ihren Teil zum kulturellen Leben der Hansestadt bei und ihre Pastoren führen auf neuen Wegen Menschen an den Glauben heran. Die kleinste der fünf Lübecker Altstadtkirchen hat heute mit rund 4.700 Mitgliedern die größte Gemeinde.

### Veranstaltungen
Zur Adventszeit findet in St. Aegidien seit Begründung der Tradition durch Paul Brockhaus 1921 das Krippenspiel in niederdeutscher Sprache statt, die Darsteller um die Weihnachtskrippe sind sämtlich Schüler des Katharineums.